# Circus of the Stars
Circus of the Stars est une émission de variétés diffusée une fois par an sur CBS, aux États-Unis, dans laquelle des célébrités performent des numéros de cirque. Elle est filmée au studio principal d'Universal City en Californie. Avec un total de dix-neuf épisodes, elle est diffusée de 1977 à 1994. À travers les années, l'émission a rassemblé de nombreuses célébrités du cinéma et de la télévision.
Vers la fin de sa vie, l'émission a légèrement changé. En 1992, elle est renommée Circus of the Stars and Sideshow, en 1993, elle devient Circus of the Sars Gives Kids the World et en 1994, elle est Circus of the Stars Goes to Disneyland. Le concept existe également dans plusieurs autres pays, notamment à l'origine Stars in der Manege diffusée en Allemagne entre 1959 et 2008.

## Autres versions et variations
Le concept de célébrités pratiquant des numéros de cirque se révèle attrayant pour les créateurs de programmes du monde entier. L'émission allemande Stars in der Manege débute en 1959 et se poursuit chaque année avec un but caritatif jusqu'en 2008. Elle est réalisée chaque hiver dans le bâtiment du Circus Krone à Munich et est diffusée le jour de Noël ou aux alentours de celui-ci.
La société de production Endemol développe un programme de téléréalité intitulé Celebrity Circus qui fait intervenir des célébrités du monde du divertissement ou du sport et les montre en train de s'entraîner aux numéros de crique sur une période de plusieurs semaines. Une version est diffusée en Australie en 2005 et une version portugaise existe en 2006. La version britannique est évoquée et des publicités sont réalisées selon lesquelles NBC reprend le format pour le marché américain en 2008. La même année, Variety annonce qu'ABC envisage de remettre à l'antenne Circus of the Stars, alors que CBS et la Fox seraient apparemment également intéressées par des émissions autour du cirque.

## Liste des célébrités participantes
- Kyle Aletter
- Kristian Alfonso
- Marty Allen
- Harry Anderson
- Loni Anderson
- Melissa Sue Anderson
- Susan Anton
- Lucie Arnaz
- Beatrice Arthur
- Rebeca Arthur
- Edward Asner
- Lauren Bacall
- Scott Baio
- Lucille Ball
- Bob Barker
- Barbi Benton
- Mayim Bialik
- Jane Birkin
- Karen Black
- Nina Blackwood
- Linda Blair
- Dirk Blocker
- Lindsay Bloom
- Lloyd Bridges
- Todd Bridges
- Danielle Brisebois
- Morgan Brittany
- Downtown Julie Brown
- Delta Burke
- Steve Burton
- Candace Cameron Bure
- Claudia Cardinale
- Dixie Carter
- Lynda Carter
- Nell Carter
- Carol Channing
- Candy Clark
- Dick Clark
- Julie Condra
- Cathy Lee Crosby
- Adam Curry
- Jamie Lee Curtis
- Tony Curtis
- Beverly D'Angelo
- Sammy Davis Jr.
- Phyllis Diller
- Shannen Doherty
- Tony Dow
- Debbe Dunning
- Patrick Duffy
- Barbara Eden
- Nicole Eggert
- Britt Ekland
- Erik Estrada
- Douglas Fairbanks Jr.
- Morgan Fairchild
- Jamie Farr
- Maureen Flannigan
- Peter Fonda
- Glenn Ford
- Ami Foster
- Zsa Zsa Gabor
- Jennie Garth
- Gil Gerard
- Marla Gibbs
- Tracey Gold
- Whoopi Goldberg
- Marjoe Gortner
- Mark-Paul Gosselaar
- Louis Gossett Jr.
- Andre Gower
- Linda Gray
- Sylver Gregory
- Merv Griffin
- Scott Grimes
- Khrystyne Haje
- Deidre Hall
- Dorothy Hamill
- George Hamilton
- Mary Hart
- Joey Heatherton
- Lauri Hendler
- Christopher Hewett
- Hulk Hogan
- Telma Hopkins
- Rock Hudson
- Vanilla Ice
- David Janssen
- Ann Jillian
- James Earl Jones
- William Katt
- Stacy Keach
- Sally Kellerman
- Jayne Kennedy
- Richard Kiel
- Sally Kirkland
- Jack Klugman
- Burt Lancaster
- Judy Landers
- Heather Langenkamp
- Allison Joy Langer
- Angela Lansbury
- Michele Lee
- Janet Leigh
- Jerry Lewis
- Mario López
- Greg Louganis
- Jamie Luner
- Carol Lynley
- Julie McCullough
- Patricia McPherson
- Barbara Mandrell
- Lee Meriwether
- Kari Michaelson
- Lara Jill Miller
- Mary Ann Mobley
- Shemar Moore
- Pat Morita
- Anita Morris
- Martin Mull
- Leslie Nielsen
- Tracy Nelson
- Beth Newfir
- Bob Newhart
- Anthony Newley
- Judy Norton-Taylor
- Ken Norton
- Randi Oakes
- LaWanda Page
- Holly Robinson Peete
- Valerie Perrine
- Patrick Petersen
- Bronson Pinchot
- Danny Pintauro
- Dana Plato
- Tom Poston
- Vincent Price
- Juliet Prowse
- Linda Purl
- Alan Rachins
- Peter Reckell
- Lynn Redgrave
- Oliver Reed
- Ernie Reyes
- Debbie Reynolds
- Lisa Rinna
- Alfonso Ribeiro
- Cathy Rigby
- Cheryl Richardson
- Joan Rivers
- Pernell Roberts
- Paul Rodriguez
- Cesar Romero
- Mickey Rooney
- Emma Samms
- Telly Savalas
- John Schneider
- Peter Scolari
- Rick Schroder
- Tracy Scoggins
- George Segal
- William Shatner
- Rhonda Shear
- Brooke Shields
- O. J. Simpson
- Elke Sommer
- David Soul
- Tom Sullivan
- Loretta Swit
- Krista Tesreau
- Jay Thomas
- Michelle Thomas
- Charlene Tilton
- Deborah Tranelli
- Alex Trebek
- Ann Turkel
- Lana Turner
- Robert Urich
- Jerry Van Dyke
- Jenna von Oÿ
- Dee Wallace
- Dionne Warwick
- J. C. Wendel
- Adam West
- Betty White
- Weird Al Yankovic
- Michael York